# Tergu
Tergu (Tzelgu en sassarais) est une commune italienne de la province de Sassari dans la région Sardaigne en Italie.

## Communes limitrophes
Castelsardo, Nulvi, Osilo, Sedini, Sennori, Sorso

## Galerie

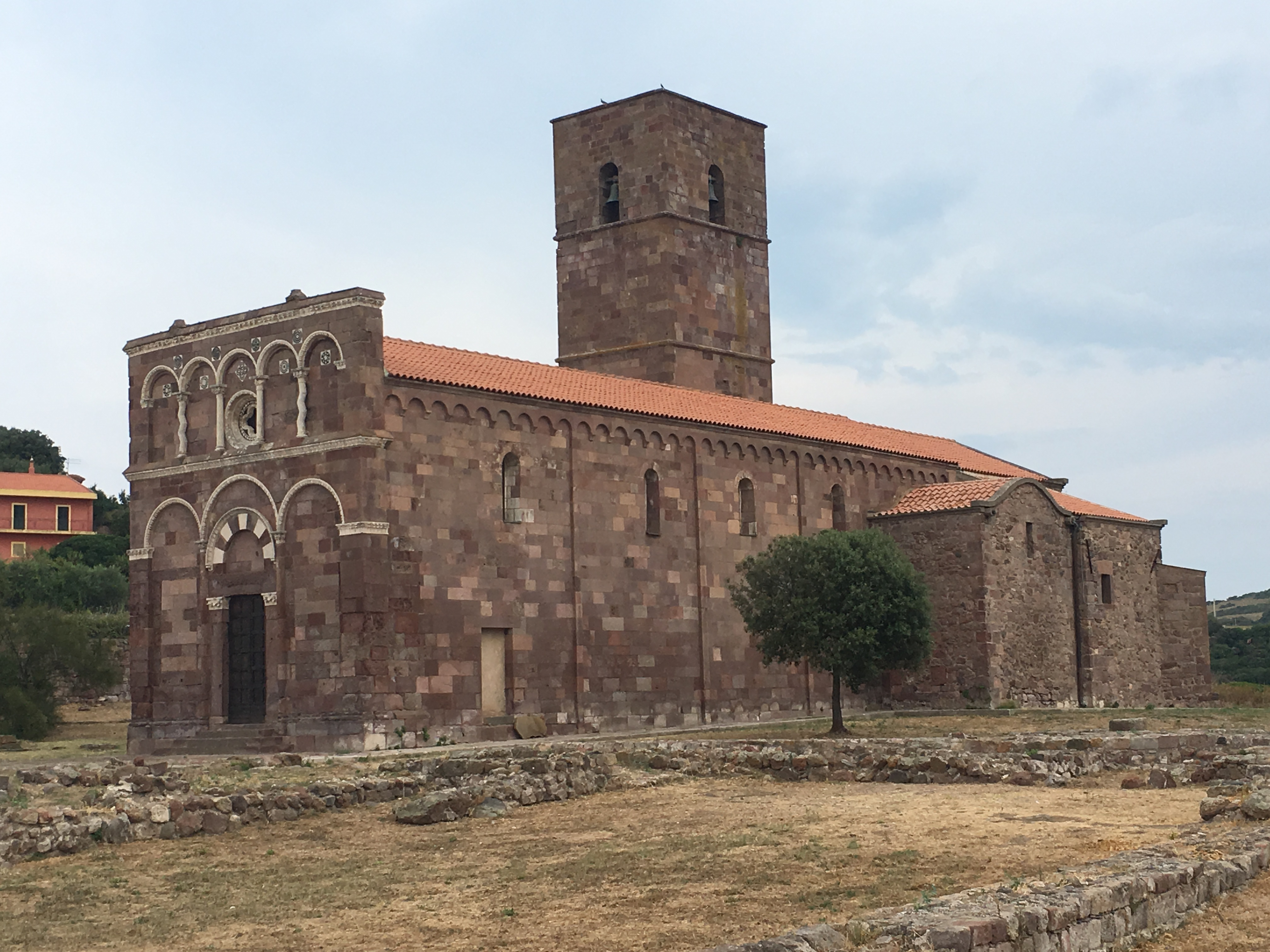
Église Notre Dame de Tergu.